# 佐伯大目
佐伯 大目（さえき の おおめ）は、飛鳥時代の人物。姓は連のち宿禰。冠位は贈直大弐。

## 経歴
壬申の乱が勃発したとき大海人皇子の舎人であり、6月24日に皇子が吉野を出て東に向かった際に従った20数人の男の中にいた。乱の際に他にどのような行動をしたかについては伝わらない。乱の後、80戸の封戸を与えられた。『日本書紀』には12月4日に勲功ある人を選んで冠位を増し、小山位以上をあたえたとする記事があるので、大目もこれと同じかそれ以上の位を受けたと思われる。
天武天皇13年（684年）12月2日に、佐伯連は他の連姓の49氏と共に宿禰の姓を与えられた。
持統天皇5年（691年）9月23日に、持統天皇は佐伯大目に直大弐の位と賻物（葬儀の際の贈り物）を贈った。この日か直前に大目が死んだと考えられる。